# Estação Pernambués
A Estação Pernambués é uma das estações do Metrô de Salvador, situada em Salvador, entre a Estação Rodoviária e a Estação Imbuí. Faz parte da Linha 2.
Foi inaugurada em 23 de maio de 2017 juntamente com outras quatro estações da linha. Localiza-se na Avenida Tancredo Neves. Atende aos bairros de Pernambués e Caminho das Árvores, nas imediações do Salvador Shopping e da Madeireira Brotas.

## Características
A estação tem 9 864,54 metros quadrados de área construída em trecho de superfície. Possui uma plataforma central de embarque/desembarque.